# 剑状矛蚌
剑状矛蚌（学名：Lanceolaria gladiola）为蚌科矛蚌属的动物，俗名盐条子、长蚌。分布于越南、日本以及中国大陆的河北、山东、安徽、江苏、浙江、江西、湖北、湖南等地，常见于水深2-3 米的湖泊、河流以及池塘内。